# Енисей (минный транспорт, 1898)
«Енисей» — минный транспорт российского флота, заложенный на Балтийском заводе в 1898 году и вступивший в строй в 1901 году. Погиб в начале русско-японской войны.

## История корабля
В марте 1902 года «Енисей» прибыл в Порт-Артур и был включён в состав Первой Тихоокеанской эскадры.
Вечером первого же дня войны корабль вышел в боевой поход, имея задачу выставить три линии морских мин на внешнем рейде порта Дальний. Там в течение дня 28 января была произведена постановка 3 минных заграждений в заданном районе в Талиенванском заливе (320 мин). На следующий день командир корабля решил по своей инициативе выставить ещё две линии заграждений, поскольку на борту судна оставались 82 мины. Первая линия в 40 мин была выставлена успешно, но уже при завершении постановки последней линии одна из поставленных мин всплыла. При попытке расстрелять её командир остановил корабль, но не учёл сильного течения в этом районе, которым «Енисей» снесло на им же ранее выставленные мины. Опасность заметили слишком поздно: как только транспорт начал движение, он подорвался на одной из мин.
От этого взрыва 29 января (11 февраля) 1904 года корабль погиб. От взрыва мины сдетонировали 6 пудов пироксилиновых подрывных шашек, складированные в трюме. По свидетельству офицеров, команда действовала в полном порядке, были спущены на воду все шлюпки и в них погружены все раненые, только после этого началась посадка в шлюпки остальных. Погибло 89 человек (включая 11 человек, умерших на шлюпках и на берегу от переохлаждения), ранено 35.
В литературе о русско-японской войне широко распространена версия, что командир «Енисея» капитан 2 ранга В. А. Степанов, соблюдая распространённую в те времена традицию, по идейным соображениям отказался покинуть тонущий корабль. Однако по воспоминаниям очевидцев, он руководил спасением команды с величайшей хладнокровностью, подавая личный пример самообладания и не допустив паники, покинул корабль самым последним, убедившись в спасении всех оставшихся в живых, его заметили на воде и одна из шлюпок направилась к нему, но в нескольких метрах от неё он утонул.
На выставленных «Енисеем» минах 1 февраля 1904 года подорвался и погиб русский крейсер «Боярин», высланный для спасения «Енисея», но не получивший данные о расположении сделанных им минных постановок.
Позднее японцы были вынуждены на протяжении свыше 3 недель в мае—июне 1904 года тралить выставленные «Енисеем» и «Амуром» минные заграждения у Дальнего, причём 22 июня на русской мине взорвалась и затонула канонерская лодка (иногда именуется «корабль береговой обороны») «Каймой», при этом погибли 22 моряка.

## Офицерский состав в 1904 году
- Командир: капитан 2-го ранга В. А. Степанов†
- Старший офицер: лейтенант П. Я. Дрешер
- Ревизор: лейтенант Н. Н. Ромашев
- Старший минный офицер: лейтенант В. К. Лукин
- Младший минный офицер: мичман С. Н. Власьев
- Артиллерийский офицер: мичман П. А. Вильгельмс
- Штурманский офицер (и. д.): мичман Б. А. Хрущев†
- Вахтенный начальник:
  - мичман Б. А. Дриженко†
  - мичман А. М. Де-Симон
- Судовой механик: помощник старшего инженер-механика Н. Д. Яновский†
- Судовой врач: надворный советник А. А. Агафонов